# Escalquens
Escalquens is een gemeente in het Franse departement Haute-Garonne (regio Occitanie). De plaats maakt deel uit van het arrondissement Toulouse. Escalquens telde op 1 januari 2022 6.990 inwoners.

## Geografie
De oppervlakte van Escalquens bedroeg op 1 januari 2022 8,42 vierkante kilometer; de bevolkingsdichtheid was toen 830,2 inwoners per km².

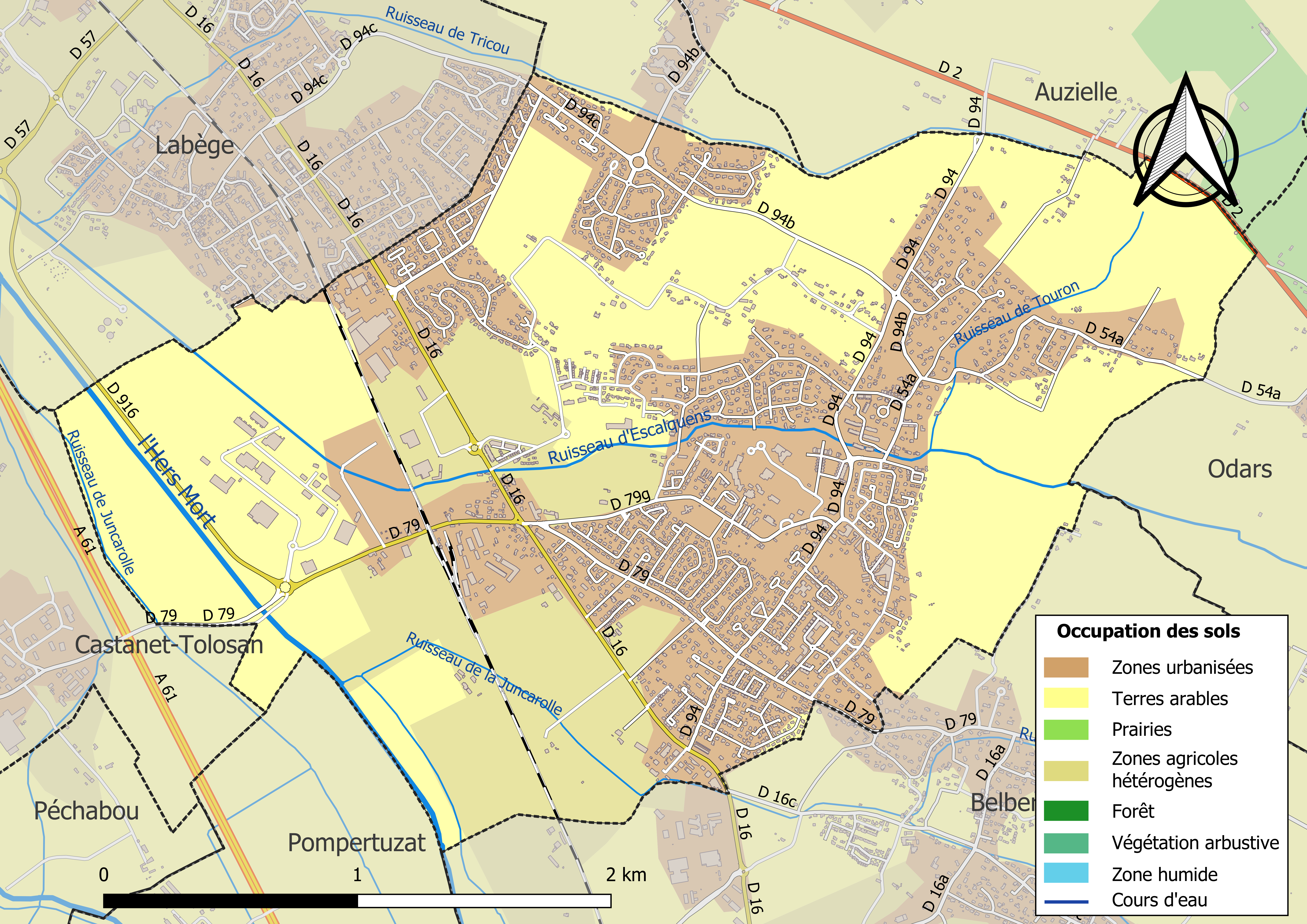
Kaart van de gemeente met belangrijkste infrastructuur, bodemgebruik en omliggende gemeenten

## Demografie
Onderstaande figuur toont het verloop van het inwonertal (bron: INSEE-tellingen).